# Напад на Столице (1994)
Напад на Столице је био покушај АРБиХ да овладају положајима ВРС на планини Мајевици. У почетку је АРБиХ потиснула ВРС, да би недељу дана касније АРБиХ поново напала положаје ВРС, чиме је ВРС узвратила контранападом до врха Велика Јелица и вратила део јужне територије. Одбрану Столица и Бањ брда је извео Источнобосански корпус Војске Републике Српске.

## Ток напада
Почетком 1994. године почињу жестоки напади на положаје ВРС. Муслиманска концентрација за напад на врх Столице је почела у априлу, да би 11. маја почео напад на Столице. Теочанска бригада и јединица Хајрудин Мешић заузимају Бањ брдо, а најтежи дан за браниоце Мајевице је био 14. и 15. мај када муслиманске снаге врше нападе без престанка. Међутим, 15. и 16. маја српском контраофанзивом одбацују се муслимански борци са свих достигнутих положаја и наносе непријатељима велике губитке. АРБиХ није успјела да заузме репетитор на Столицама, али је нанијела штету и привремено прекинула телевизијску везу на том простору. АРБиХ обуставља офанзиву 20. маја и недјељу дана послије муслимански борци се поново пењу према Бањ брду и Столицама, али дијелови ТГ Мајевица их разбијају и гоне до врха Велике Јелице и враћају дио јужне територије који су били изгубљени у априлу и мају.